# Phaeostigma
Phaeostigma is een geslacht van kameelhalsvliegen uit de familie van de Raphidiidae. 
Phaeostigma werd voor het eerst wetenschappelijk beschreven door Navás in 1909.

## Soorten
Het geslacht Phaeostigma omvat de volgende soorten:
- Ondergeslacht Aegeoraphidia:
  - Phaeostigma (Aegeoraphidia) biroi (Navás, 1915)
  - Phaeostigma (Aegeoraphidia) karpathana U. Aspöck & H. Aspöck, 1989
  - Phaeostigma (Aegeoraphidia) noane (H. Aspöck & U. Aspöck, 1966)
  - Phaeostigma (Aegeoraphidia) propheticum (H. Aspöck & U. Aspöck, 1964)
  - Phaeostigma (Aegeoraphidia) raddai (U. Aspöck & H. Aspöck, 1970)
  - Phaeostigma (Aegeoraphidia) remane (H. Aspöck et al., 1976)
  - Phaeostigma (Aegeoraphidia) ressli (H. Aspöck & U. Aspöck, 1964)
  - Phaeostigma (Aegeoraphidia) vartianorum (H. Aspöck & U. Aspöck, 1965)
- Ondergeslacht Caucasoraphidia:
  - Phaeostigma (Caucasoraphidia) caucasicum (Esben-Petersen, 1913)
  - Phaeostigma (Caucasoraphidia) resslianum (H. Aspöck & U. Aspöck, 1970)
- Ondergeslacht Crassoraphidia:
  - Phaeostigma (Crassoraphidia) cypricum (Hagen, 1867)
  - Phaeostigma (Crassoraphidia) klimeschiellum H. Aspöck et al., 1982
  - Phaeostigma (Crassoraphidia) knappi (H. Aspöck & U. Aspöck, 1967)
- Ondergeslacht Graecoraphidia:
  - Phaeostigma (Graecoraphidia) albarda Rausch & H. Aspöck, 1991
  - Phaeostigma (Graecoraphidia) divinum (H. Aspöck & U. Aspöck, 1964)
  - Phaeostigma (Graecoraphidia) hoelzeli (H. Aspöck & U. Aspöck, 1964)
- Ondergeslacht Magnoraphidia:
  - Phaeostigma (Magnoraphidia) flammi (H. Aspöck & U. Aspöck, 1973)
  - Phaeostigma (Magnoraphidia) horticolum (H. Aspöck & U. Aspöck, 1973)
  - Phaeostigma (Magnoraphidia) klimeschi (H. Aspöck & U. Aspöck, 1964)
  - Phaeostigma (Magnoraphidia) major (Burmeister, 1839)
  - Phaeostigma (Magnoraphidia) robustum (H. Aspöck & U. Aspöck, 1966)
  - Phaeostigma (Magnoraphidia) wewalkai (H. Aspöck & U. Aspöck, 1971)
- Ondergeslacht Miroraphidia:
  - Phaeostigma (Miroraphidia) curvatulum (H. Aspöck & U. Aspöck, 1964)
- Ondergeslacht Phaeostigma:
  - Phaeostigma (Phaeostigma) euboicum (H. Aspöck & U. Aspöck, 1976)
  - Phaeostigma (Phaeostigma) galloitalicum (H. Aspöck & U. Aspöck, 1976)
  - Phaeostigma (Phaeostigma) italogallicum (H. Aspöck & U. Aspöck, 1976)
  - Phaeostigma (Phaeostigma) notata (Fabricius, 1781)
  - Phaeostigma (Phaeostigma) pilicollis (Stein, 1863)
  - Phaeostigma (Phaeostigma) promethei H. Aspöck et al., 1983
- Ondergeslacht Pontoraphidia:
  - Phaeostigma (Pontoraphidia) grandii (Principi, 1960)
  - Phaeostigma (Pontoraphidia) ponticum (Albarda, 1891)
  - Phaeostigma (Pontoraphidia) rhodopicum (Klapálek, 1894)
  - Phaeostigma (Pontoraphidia) setulosum setulosum (H. Aspöck & U. Aspöck, 1967)
- Ondergeslacht Superboraphidia:
  - Phaeostigma (Superboraphidia) auberti (H. Aspöck & U. Aspöck, 1966)
  - Phaeostigma (Superboraphidia) mammaphilum (H. Aspöck & U. Aspöck, 1974)
  - Phaeostigma (Superboraphidia) minois U. Aspöck & H. Aspöck, 1990
  - Phaeostigma (Superboraphidia) rauschi (H. Aspöck & U. Aspöck, 1970)
  - Phaeostigma (Superboraphidia) turcicum (H. Aspöck et al., 1981)
- Niet geplaatst in ondergeslacht:
  - Phaeostigma holzingeri Rausch & H. Aspöck, 1993
  - Phaeostigma longicaudum (Stein, 1863)
  - Phaeostigma thaleri (H. Aspöck & U. Aspöck, 1964)